# Шчучински рејон
Шчучински рејон (блр. Шчучынскі раён; рус. Щучинский район) административна је јединица другог нивоа у северозападном делу Гродњенске области у Републици Белорусији.
Административни центар рејона је град Шчучин.

## Географија
Шчучински рејон обухвата територију површине 1.911,54 км² и на 2. је месту по површини међу рејонима Гродњенске области. Рејон је смештен у југозападном делу области између Гродњенског рејона на западу, Мастовског и Дзјатлавског на југу те Воранавског и Лидског на истоку. На северу је међународна граница са Литванијом.
Рељефом доминирају реке Њемен и Шчара са својим бројним маим притокама.

## Историја
Рејон је успостављен 15. јануара 1940. као једна од административних јединица тадашње Барановичке области. У оквирима Гродњенске области је од 20. септембра 1944. године.

## Демографија
Према резултатима пописа из 2009. на том подручју стално је било насељено 47.764 становника или у просеку 25,02 ст/км². У демографском погледу приметан је константан пад броја становника на подручју рејона, тако да је у последњих 50 година број становника преполовљен, а тенденције пада настављају се и даље.
| 1959.  | 1970.  | 1979.  | 1989.  | 1999.  | 2009.  |
| ------ | ------ | ------ | ------ | ------ | ------ |
| 91.468 | 89.590 | 80.550 | 68.475 | 61.518 | 47.764 |

Основу популације чине Пољаци (46,38%) и Белоруси (44,99%) и ово је један од ретких рејона у Белорусији где већину становништва не чине Белоруси. Руси чине око 6,39%, Украјинци 1,29% док на остале отпада свега 0,95%.
Административно, рејон је подељен на подручје града Шчучина који је уједно и административни центар рејона, на две вароши Жалудок и Астрина и на 13 сеоских општина. На територији рејона постоји укупно 435 насељених места.